# Lago Pequeño Müritz
El lago Pequeño Müritz (en alemán: Kleine Müritzsee) es un lago situado en el distrito de Llanura Lacustre Mecklemburguesa, en el estado de Mecklemburgo-Pomerania Occidental (Alemania), a una altitud de 62.1 metros; tiene un área de 400 hectáreas.
Se encuentra a poca distancia al sur del lago Müritz, el más extenso de Alemania.